# Слобода (Нюксенский район)
Слобода — деревня в Нюксенском районе Вологодской области.
Входит в состав Городищенского сельского поселения, с точки зрения административно-территориального деления — в Городищенский сельсовет.
Расстояние по автодороге до районного центра Нюксеницы — 35 км, до центра муниципального образования Городищны — 5 км. Ближайшие населённые пункты — Нижняя Горка, Макарино, Мыгра, Нижнее Каменное.
По переписи 2002 года население — 28 человек (11 мужчин, 17 женщин). Преобладающая национальность — русские (96 %).